# Vitrea pseudotrolli
Vitrea pseudotrolli es una especie de molusco gasterópodo de la familia Zonitidae en el orden de los Stylommatophora.

## Distribución geográfica
Se encuentra en Francia e Italia.